# Trophée international Bastianelli
Pour les articles homonymes, voir Bastianelli.
Le Trophée international Bastianelli (en italien : Trofeo Internazionale Bastianelli) est une course cycliste italienne disputée à Atina, dans la province de Frosinone, dans le Latium. 
Créée en 1977, cette course fait partie de 2005 à 2015, de l'UCI Europe Tour en catégorie 1.2.

## Palmarès
| Année | Vainqueur             | Deuxième            | Troisième         |
| ----- | --------------------- | ------------------- | ----------------- |
| 1977  | Vincenzo Pannone      |                     |                   |
| 1978  | Franco Grossi         |                     |                   |
| 1979  | Vincenzo Taglione     |                     |                   |
| 1980  | Francesco Cesarini    |                     |                   |
| 1981  | Antonio Marchionne    |                     |                   |
| 1982  | Raffaele Mollica      |                     |                   |
| 1983  | Claudio Visci         |                     |                   |
| 1984  | Paolo Casconi         |                     |                   |
| 1985  | Davide Bracale        |                     |                   |
| 1986  | Vittorio Barlocci     |                     |                   |
| 1987  | Davide Brotini        |                     |                   |
| 1988  | Daniele Bruni         |                     |                   |
| 1989  | Biagio Scarpato       |                     |                   |
| 1990  | Ezio Missori          |                     |                   |
| 1991  | Stefano Dante         |                     |                   |
| 1992  | Romualdo Apicella     |                     |                   |
| 1993  | Samuele Schiavana     |                     |                   |
| 1994  | Oscar Ferrero         |                     |                   |
| 1995  | Gianluca Vezzoli      |                     |                   |
| 1996  | Fabio Sacchi          |                     |                   |
| 1997  | Claudio Ainardi       | Romāns Vainšteins   |                   |
| 1998  | Gianluca Tonetti      |                     |                   |
| 1999  | Antonio Varriale      |                     |                   |
| 2000  | Gianluca Fanfoni      |                     |                   |
| 2001  | Massimiliano Martella |                     |                   |
| 2002  | Vladislav Borisov     |                     |                   |
| 2003  | Jorg Strauss          |                     |                   |
| 2004  | Moisés Aldape         |                     |                   |
| 2005  | Davide Torosantucci   |                     |                   |
| 2006  | Rocco Capasso         |                     |                   |
| 2007  | Francesco De Bonis    |                     |                   |
| 2008  | Peter Kennaugh        | Mathieu Delarozière |                   |
| 2009  | Radoslav Rogina       |                     |                   |
| 2010  | Carmelo Pantò         | Kristijan Đurasek   | Henry Frusto      |
| 2011  | Kristijan Đurasek     | Nathan Pertica      | Daniele Aldegheri |
| 2012  | Luigi Miletta         | Carmelo Pantò       | Michael Freiberg  |
| 2013  | Maxat Ayazbayev       | Corrado Lampa       | Giorgio Cecchinel |
| 2014  | Nicola Gaffurini      | Artur Fedosseyev    | Davide Pacchiardo |
| 2015  | Michele Gazzara       | Nicola Gaffurini    | Lorenzo Rota      |